# Sèvreský porcelán

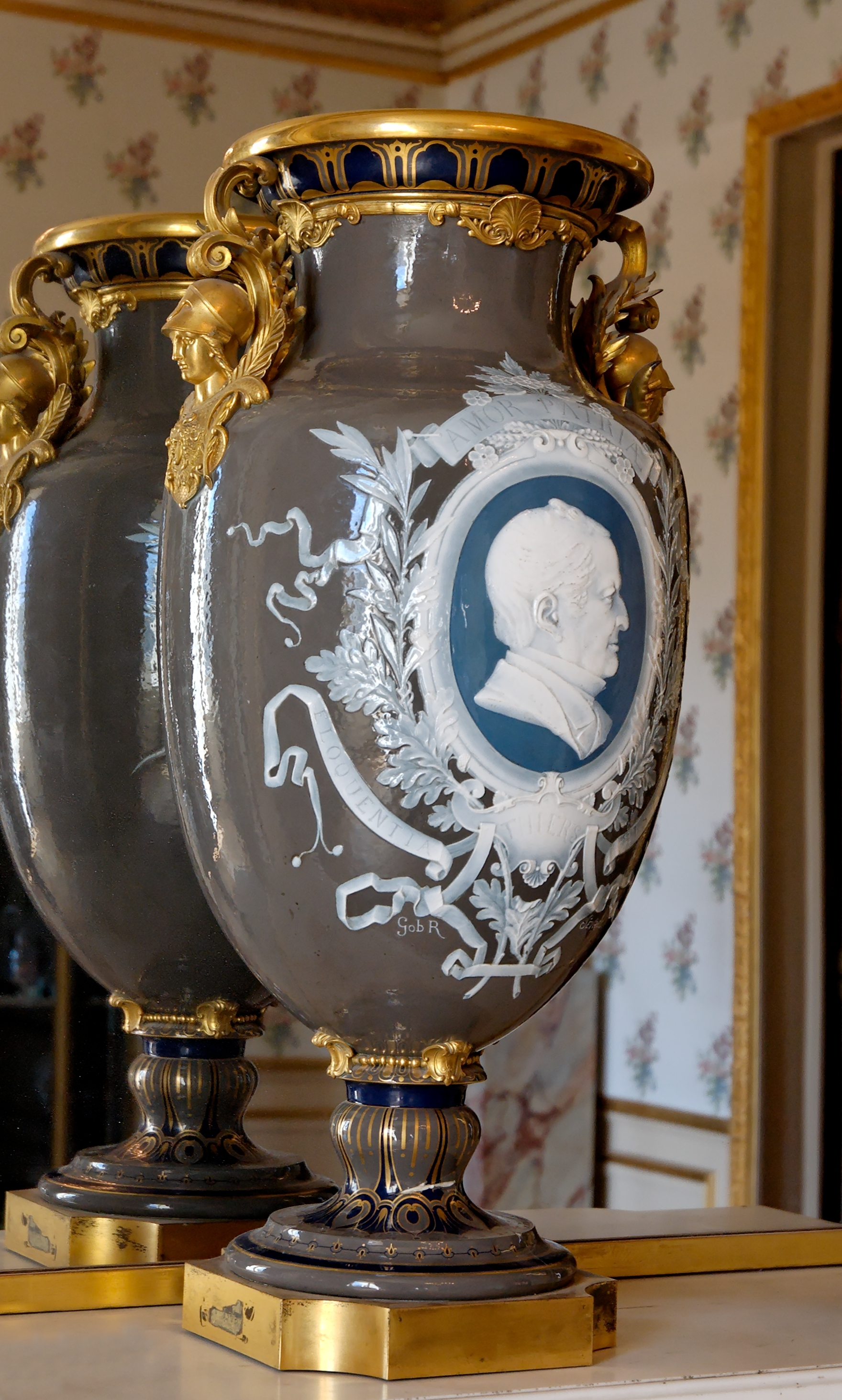
Váza s portrétem Louise Adolfa Thierse, vyrobená v manufaktuře v Sèvres, uložená v Louvru v Paříži.

Sèvreský porcelán – výrobky z porcelánu, produkované dodnes v manufaktuře v Sèvres, jedné z nejslavnějších porcelánek světa..

## Manufaktura ve Vincennes
Předchůdcem manufaktury v Sèvres byla manufaktura na výrobu porcelánu ve Vincennes na okraji Paříže; vznikla v roce 1738 díky ministrovi financí Louis Henri Orry de Fulvymu. Zpočátku se zde vyráběl porcelán napodobující porcelán míšeňský. Roku 1745 se zde začal vyrábět fritový porcelán, který umožnil rozšíření nových tvarů a barev.
Porcelán po značkou Manufacture de Vincennes se zde vyráběl do roku 1756.
Nejdůležitější osobou pro manufakturu byla markýza de Pompadour (1721–1764), díky níž manufaktura dosáhla velkého rozvoje. Vedle toho, že ovlivňovala svým vkusem tvary i barvy výrobků, především sem přivedla řadu významných umělců, malířů i na designerů (Jean-Jacques Bachelier, Jean-Claude Duplessis, François Boucher, Etienne-Maurice Falconet). V roce 1756 získal Jean Hellot novou základní barvu na porcelán, tzv. rose Pompadour, užívanou od té doby v široké škále výrobků - jak nádobí, tak bibelotů. Vznikla zde tzv. "fleurisserie" (od slova fleur - květina) - po vedením paní Gravant zde pracovalo na dvacet speciálně vybraných a vyškolených děvčat, která znala zásady malování vzorů na porcelán nebo uměla vyrábět porcelánové květy. Roku 1753 ovšem přišel zákaz zaměstnávat v porcelánce ženy; roku 1756 měla manufaktura na dvě stovky dělníků, z toho však jen málo žen, které ovšem byly při dekorování porcelánu nezastupitelné.

## Manufaktura v Sèvres
Madame de Pompadour vzbudila zájem Ludvíka XV. o manufakturu. V roce 1756 byla manufaktura, nyní již financovaná králem, přestěhována do nově speciálně postavených budov v Sèvres, u silnice směrem na Versailles, poblíž Bellevue, sídla Madame de Pompadour, a dostala jméno Manufacture Royale de Porcelaine. Díky tomuto králem zajištěnému monopolu získala přední postavení ve Francii - od té doby žádné jiné podniky nemohly vyrábět tento elegantní porcelán s takovými vzory a výzdobou. 17. února 1759 manufaktura přešla pod kontrolu krále, v roce 1790 pak po revoluci byla zestátněna.
Do roku 1769 vyráběla porcelánka výlučně tzv. měkký porcelán (pâte tendre), porcelán s nízkým obsahem kaolínu. Po roce 1760 byl již problém chybějícího kaolínu znám; poté, co v roce 1768 bylo objeveno kaolínové ložisko v Saint-Yrieix u Limoges, byl zde vyráběn pravý, tvrdý porcelán.
Z ekonomických důvodů byla výroba měkkého porcelánu Napoleonem zakázána a po Francouzské revoluci zastavena. Teprve v 2. polovině 20. století byla znalost této zapomenuté technologie znovuvyvinuta a zařazena do sortimentu porcelánky.

## Dnešek
Do dnešní doby se dochovalo množství výrobků Královské manufaktury, které je možno vidět v řadě světových muzeí. Je to především Musée National de Ceramique v samotném Sèvres, dále pak muzeum v samém srdci Paříže, mezi Louvrem a Comédie Française; další velká sbírka je ve Wallace Collection v Londýně. Kromě toho pořádá manufaktura četné výstavy po celém světě, nebo naopak participuje na výstavách pořádaných jinými institucemi.
Porcelánka s názvem Manufacture nationale de Sèvres (Národní manufaktura v Sèvres) je dnes pod správou francouzského Ministerstva kultury. Její produkce sestává jednak ze zboží vyráběného původními postupy podle tradičních vzorů, jednak z výrobků na základě současné tvorby.

## Umělci
Výtvarnou podobu výrobkům manufaktury v Sèvres dala řada věhlasných i méně známých umělců:
- François Boucher
- Auguste Rodin
- Hans Arp
- Giovanni Claudio Ciambellano řečený Duplessis père,
- Étienne Maurice Falconet
- Louis Boizot
- Marcel Derny
- Jean-Charles Develly
- Charles Percier
- Alexandre-Évariste Fragonard, syn slavného malíře
- Espérance Langlois
- Polyclès Langlois
- Auguste Rodin
- Alexandre Sandier
- Clément Massier
- Félix Optat Milet
- Ernest Chaplet
- Hector Guimard
- Jacques-Émile Ruhlmann
- Henri Rapin
- Émile Decoeur
- Jean Mayodon
- Jean Arp
- Étienne Hajdu
- Pierre Alechinsky
- Alexander Calder
- Serge Poliakoff
- François-Xavier Lalanne
- Louttre
- Arthur-Luis Piza
- Pierre Buraglio
- Erik Dietman
- Adrian Saxe
- Betty Woodman
- Roberto Matta
- Richard Peduzzi
- Ettore Sottsass
- Arman
- Jajoi Kusamaová
- Louise Bourgeois
- Philippe Xhrouet ou "Xhrowet, Secroix" et Marie-Claude-Sophie Xhrouet
- Théodore Deck, devenu directeur de la Manufacture nationale de Sèvres en 1887
- Vojtěch Hynais
- Jaroslav Pýcha